# 50 por 1
50 por 1 foi um programa de televisão exibido pela RecordTV e apresentado pelo empresário Álvaro Garnero. O programa ia ao ar aos domingos à meia-noite e meia e traz, por semana, uma viagem a um local diferente e uma experiência que o apresentador recomenda neste local. No total são 50 experiências e daí se origina o título do programa.
Antes de ir para a RecordTV, Álvaro Garnero já havia apresentado, junto de sua ex-namorada, a modelo Caroline Bittencourt, um programa no mesmo estilo na RedeTV!, Top Report, exibido aos domingos.
O 50 por 1 volta a exibir, agora em quadro, dentro do Domingo Espetacular na RecordTV em 2016.

## Resumo
Durante a atração, a fala do apresentador é intercalada com a narração do escritor Mário Chamie que "conversa" com o apresentador e dá dados históricos referentes às cidades e construções exibidas dando um toque de documentário à atração. Ao fim de cada programa é exibida uma pequena gravação onde um convidado participa contando uma experiência inesquecível vivenciada por ele.

## Experiências

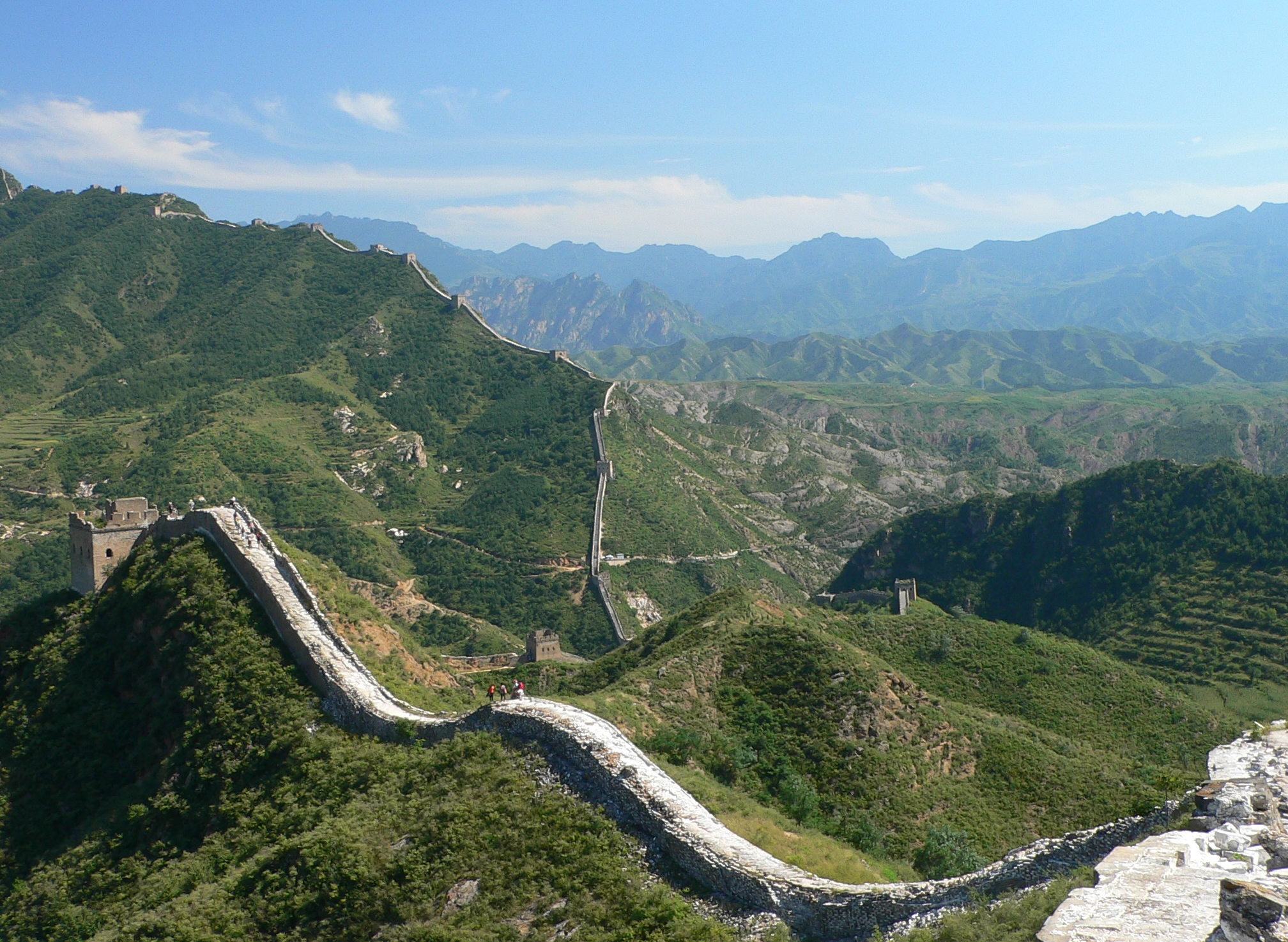
Grande Muralha, local da 4ª experiência

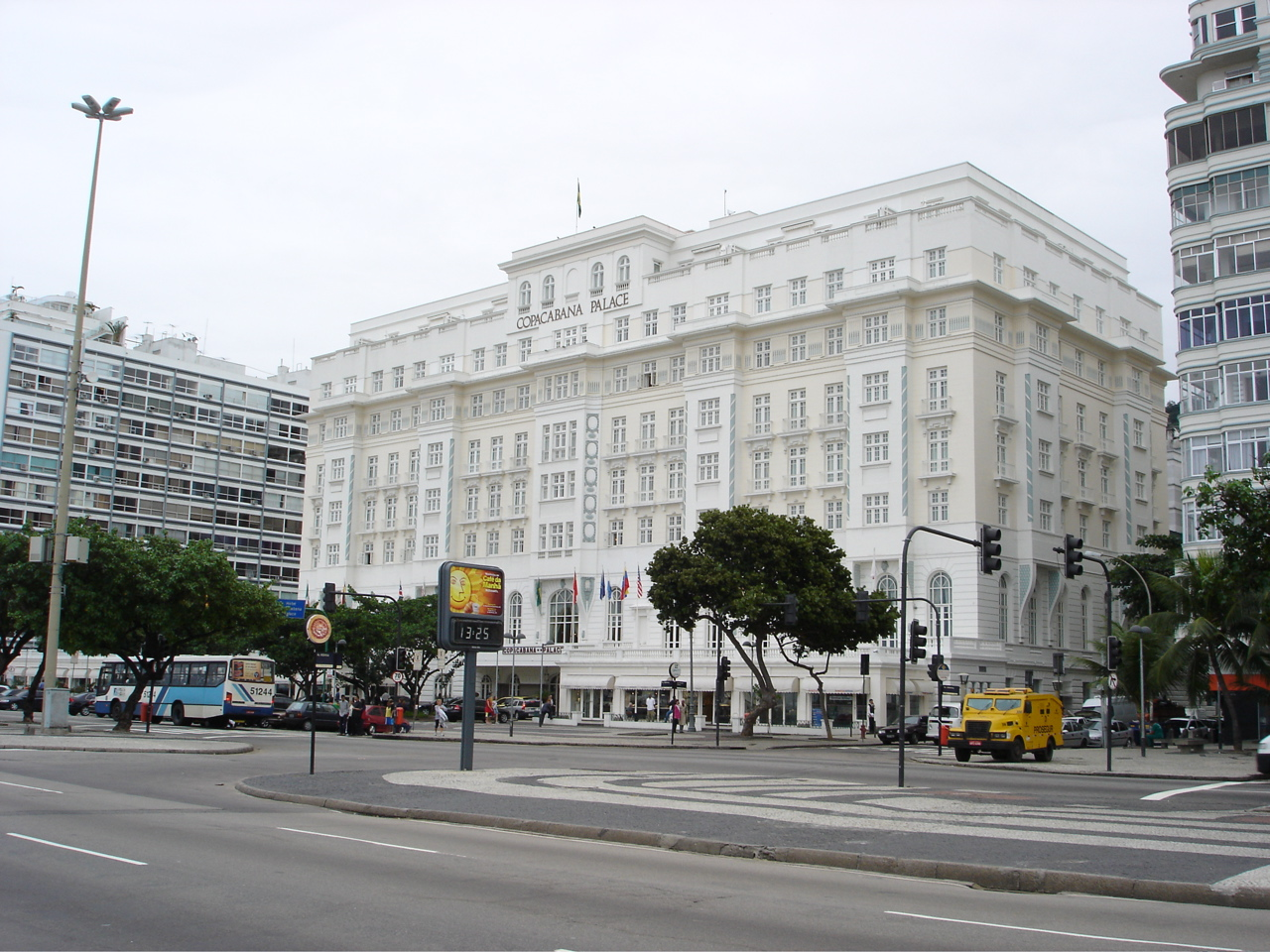
Copacabana Palace, local da 20ª experiência

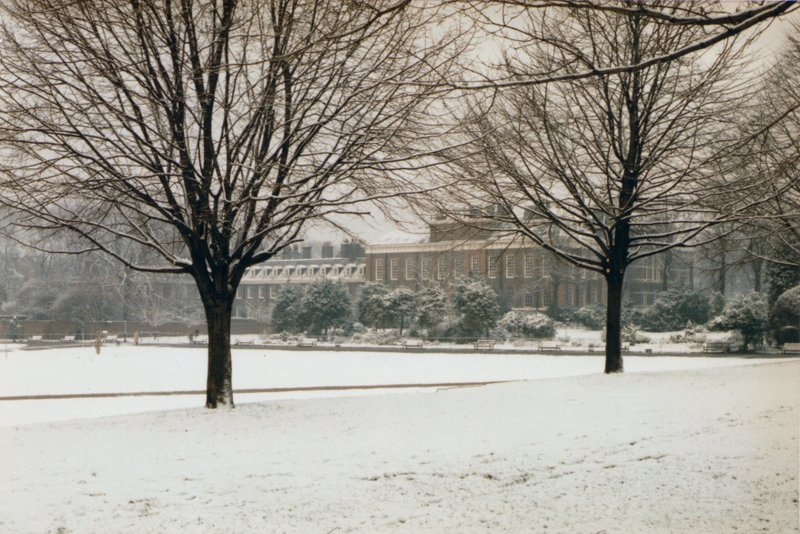
Os Jardins de Kensington, local da 34ª experiência

1. Um passeio de Bicicleta em Manhattan
2. A Hospitalidade Turca
3. Um hotel num oásis
4. O silêncio da Grande Muralha da China
5. O trote dos cavalos peruanos
6. Os clubes de comédia em Toronto
7. As frutas secas do Ghraqui em Damasco
8. Gastronomia em San Sebástian
9. Experiência em Tóquio e França
10. Trekking no Monte Atlas
11. Visitar a cidade velha de Lisboa num bonde
12. Passear pela Romantische Strasse
13. Navegar no Jazz Boat pelas águas do Vlatva
14. As rodas de samba em Santo Amaro da Purificação
15. Conhecer a Colina do Castelo
16. Conhecer os Muros de Dubrovnik
17. Saborear o Ravioli Caprese em Capri
18. A melhor pesca oceânica do mundo na Ilha Maurício
19. Paragliding em Budva
20. A vista do mar dos quartos altos do Copacabana Palace
21. O chocolate quente do Sprungli em Zurique
22. Uma aula de ikebana na escola Sogetsu em Tóquio
23. As águas de Puritama, no Chile
24. O reflexo do sol nas ondas de Fernando de Noronha
25. A cor das montanhas na Riviera
26. Uma noite no hotel Faena em Buenos Aires
27. A arquitetura do Museu Guggenheim de Bilbao
28. As ostras da Tasmânia servidas no Tetsuya's em Sydney
29. Os tons do verde do mar na Costa Amalfitana
30. A noite em Barcelona
31. O peixe fresco no mercado da Sicília
32. As curvas dos telhados na ilha de Santorini, na Grécia
33. O aroma do tabaco em Havana
34. Os jardins de Kensington em Londres
35. O verão na Tunísia
36. O sabor da moqueca de siri mole em Olinda
37. O frescor da água no Alhambra, em Granada, Espanha
38. As nuvens refletidas num dia claro na pirâmide do Louvre
39. As queijadas de Sintra
40. O vinho local bebido nas colinas da Toscana
41. O Bellini com pêssego do bar Vie Lounge, em Bombaim
42. As tulipas florescendo em junho em Amesterdão
43. O fim de ano em Viena
44. A elegância das linhas da porcelana sueca
45. O desenho das cercas de madeira nos jardins de Nantucket
46. As máscaras do carnaval de Veneza
47. Uma visita ao hotel de gelo na Suécia
48. O cheiro de lavanda e jasmim nas ruas de Grasse
49. O chá da tarde na Confeitaria Colombo

A experiência de número 50 será escolhida através de sugestões enviadas na página oficial do programa e o autor da experiência escolhida participará da gravação deste programa final junto com Álvaro Garnero.